# Montelongo (Olaszország)
Montelongo község (comune) Olaszország Molise régiójában, Campobasso megyében.

## Fekvése
A megye keleti részén fekszik. Határai: Bonefro, Montorio nei Frentani, Rotello és Santa Croce di Magliano.

## Története
A település első említése 1181-ből származik. Nevét valószínűleg a normann vezér, Landolfo da Montelongo után kapta, aki Tankréd szövetségese volt a Staufok elleni csatákban. 1561-ben Capitanata része lett. A következő századokban nemesi birtok volt. A 19. században nyerte el önállóságát, amikor a Nápolyi Királyságban felszámolták a feudalizmust. 1807-ben került Moliséhez.

## Népessége
A népesség számának alakulása:

## Főbb látnivalói
- Palazzo Ducale
- Santa Maria ad Nives-templom
- San Rocco-templom